# Nicolas Cordier
Nicolas Cordier (en italiano: Nicolo Cordieri da Lorena o Nicola Cordigheri), conocido como Il Franciosino (Ducado de Lorena, 1567 - Roma, 29 de noviembre de 1612), fue un escultor del Lorena activo en Italia.

## Biografía

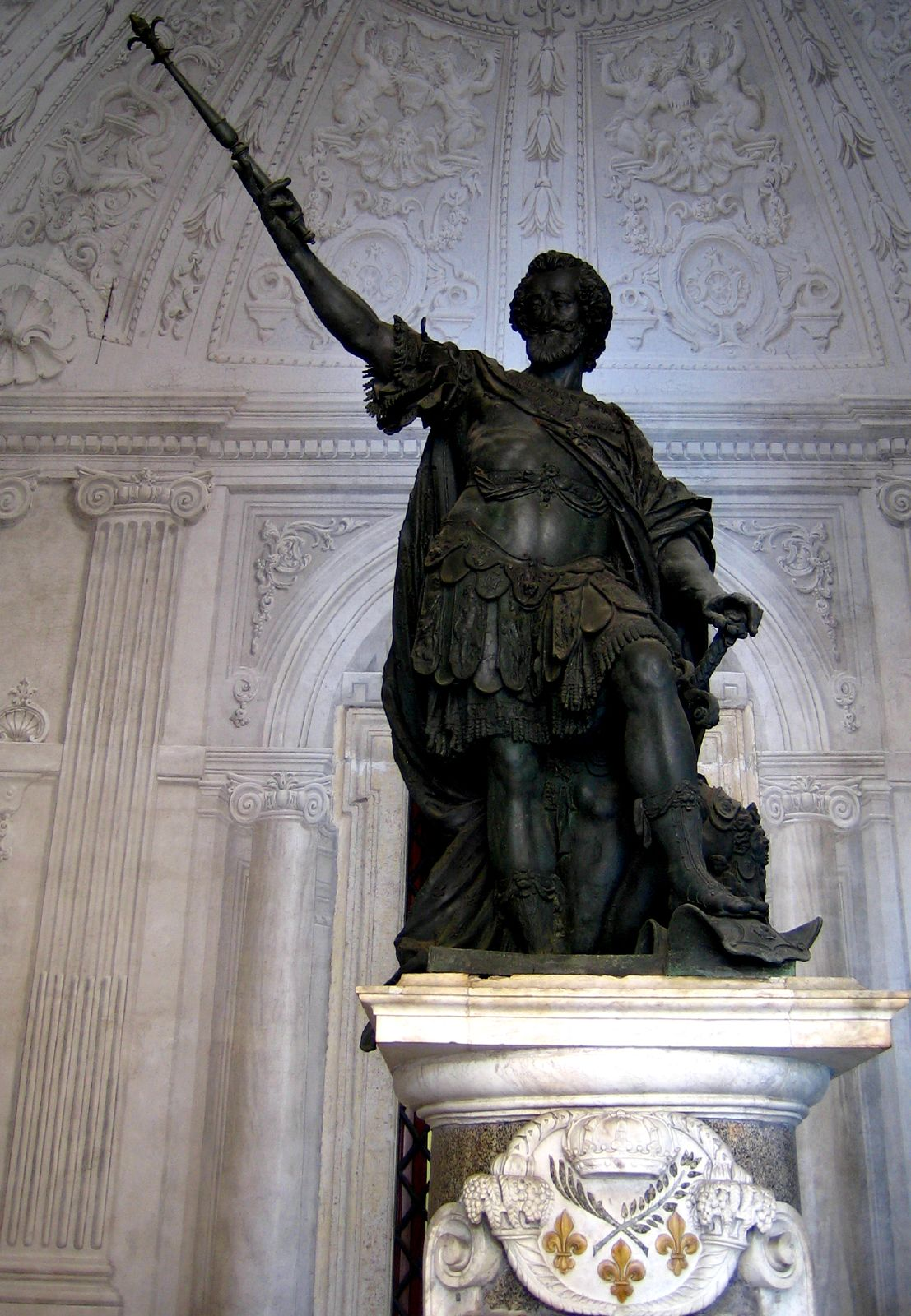
Estatua del rey Enrique IV de Francia, Roma, Archibasílica de San Juan de Letrán.

Originario de Lorena —de donde derivan los sobrenombres de Il Loreno, Lorenese, Niccolo Lorina o della Lorena que le dieron en Italia—, Nicolas Cordier habría nacido en Saint-Mihiel, patria de Ligier Richier. No hay un vínculo directo con un escultor homónimo (Nicolaus Cordier quondam Mengyndi loco sancti Myel Verdunensis diocesis sculptor) mencionado en un documento que data de 1649, siendo 37 años después de la muerte de este. Cordier habría sido así el alumno de Gérard Richier, hijo de Ligier.
Después de un tiempo en la corte de Nancy del duque Carlos III, fue gracias al amparo de este último que Nicolas Cordier se instaló en Roma en 1592, donde dirigía desde antes de 1604 un taller situado en la Vía de' Pontefici, y donde se casó en 1607 con Cleria Quarta, hija de la arquitecta Muzio Quarta y ahijada del arquitecto Domenico Fontana Entre los mecenas y comanditarios del escultor figuran los papas  Clemente VIII y Paulo V así como los cardenales César Baronio, Paolo Emilio Sfondrati, Pietro Aldobrandini, sobrino de Clemente VIII, Alejandro de Médicis (futuro Léon XI), Maffeo Barberini (futuro Urbano VIII), y Escipión Borghese, primo de Paulo V. El cardenal Borghese restauró el grupo antiguo de las Tres Gracias y le confió la realización de varias esculturas profanas polícromas a partir de fragmentos otras estatuas de la Antigüedad. En 1606, los Canónigos Regulares de Letrán lo escogieron para retratar al rey Enrique IV de Francia.
Miembro de la Academia de San Lucas desde 1604, Cordier perteneció igualmente a la Congregazione dei Virtuosi del Panteone y a la Universita dei Marmorari.
Tras un tiempo de agotamiento y de dolencias estocales, Nicolas Cordier murió en 1612 en su casa en la Basílica de Sant'Andrea delle Fratte. Fue inhumado en Roma en la iglesia de Trinità dei monti.

## Obra
A menos que se indique lo contrario, se trata de estatuas de mármol conservadas en Roma.
- San Gregorio Magno y Santa Silvia  (1602-1604), estatuas para los oratorios de la Iglesia de San Gregorio al Celio.[4][2]
- Tumbas de Silvestro Aldobrandini y de su esposa Luisa Datti (después de 1602) (padres de Clemente VIII), en la capilla Aldobrandini de la basílica Santa María sobre Minerva (en colaboración con el arquitecto Guglielmo Della Porta; los ángeles del frontón son de Stefano Maderno),[5][4] Hay también La Caridad  en bronce, en formato reducido, en el Victoria & Albert Museum.
- San Sebastián y busto de Silvestre Aldobrandini (después de 1602),[4] capilla Aldobrandini de la basílica Santa María sobre Minerva,[5][2]
- San Pedro y San Pablo, en el frontón de la iglesia de San Paolo alle Tre Fontane.[5]
- Uno de los nueve ángeles de la capilla del Santísimo Sacramento (1600), basílica de San Juan de Letrán.[2]
- Santa Inés (antes de 1605), tronco antiguo de alabastro, cabeza y miembros de bronce dorado, en el altar mayor de la basílica de Santa Inés Extramuros.[2]
- Busto de León XI (1605), modelo de yeso,[4] ubicación desconocida.
- Bustos de Clemente VIII y de Pablo V (posteriores a 1605), en la puerta de la sacristía de la basílica de Santa Inés Extramuros.
- Busto de Pablo V (después de 1605), en la Biblioteca Vaticana.[6]
- Ángeles alados que sostienen los brazos de Pablo V (1607, con Ambrogio Malvicino), fachada lateral de la sacristía de la basílica de Santa María la Mayor.[7]
- Ángeles alados que sostienen los brazos de Pablo V (hacia 1607, con Ambrogio Malvicino) fachada del palacio del Vaticano.[7]
- Ángel, Porte des Suisses, Palacio del Vaticano.[2]
- La Zingarella (entre 1607 y 1612), mármol y bronce antiguos, Galería Borghese (hay otra versión en París en el Museo del Louvre).
- Les Trois Grâces, grupo antiguo del siglo II a. C. de la colección Borghese restaurado por Cordier en 1609, París, Museo del Louvre.
- Grupo de un niño, un tridente y cuatro monstruos marinos para una fuente (1609-1610), anteriormente en el Belvédère.[7]
- Aarón, David, Santa Atanase (o San Denis) y San Bernardo (1609-1612), estatuas alrededor de la tumba de Clemente VIII en la capilla Borghese de la basílica de Santa María la Mayor.[7]
- Enrique IV (1606-1609), bronce, pórtico de la basílica de San Juan de Letrán.[4]
- Bustos de San Pedro y San Pablo (después de 1609), en la basílica de San Sebastián Extramuros.[6]
- Cabeza de moro (c. 1610), Colecciones nacionales de Dresde, Skulpturensammlung.
- Pablo V (antes de 1612), bronce, en la plaza de Cavour, Rimini, erigida en 1614.
- Moro «Borghese» (c.1611-1612), ensamblaje de elementos antiguos y modernos en mármol y alabastro, antigua colección Borghese, París, Museo del Louvre.[8]

Obras de Nicolas Cordier
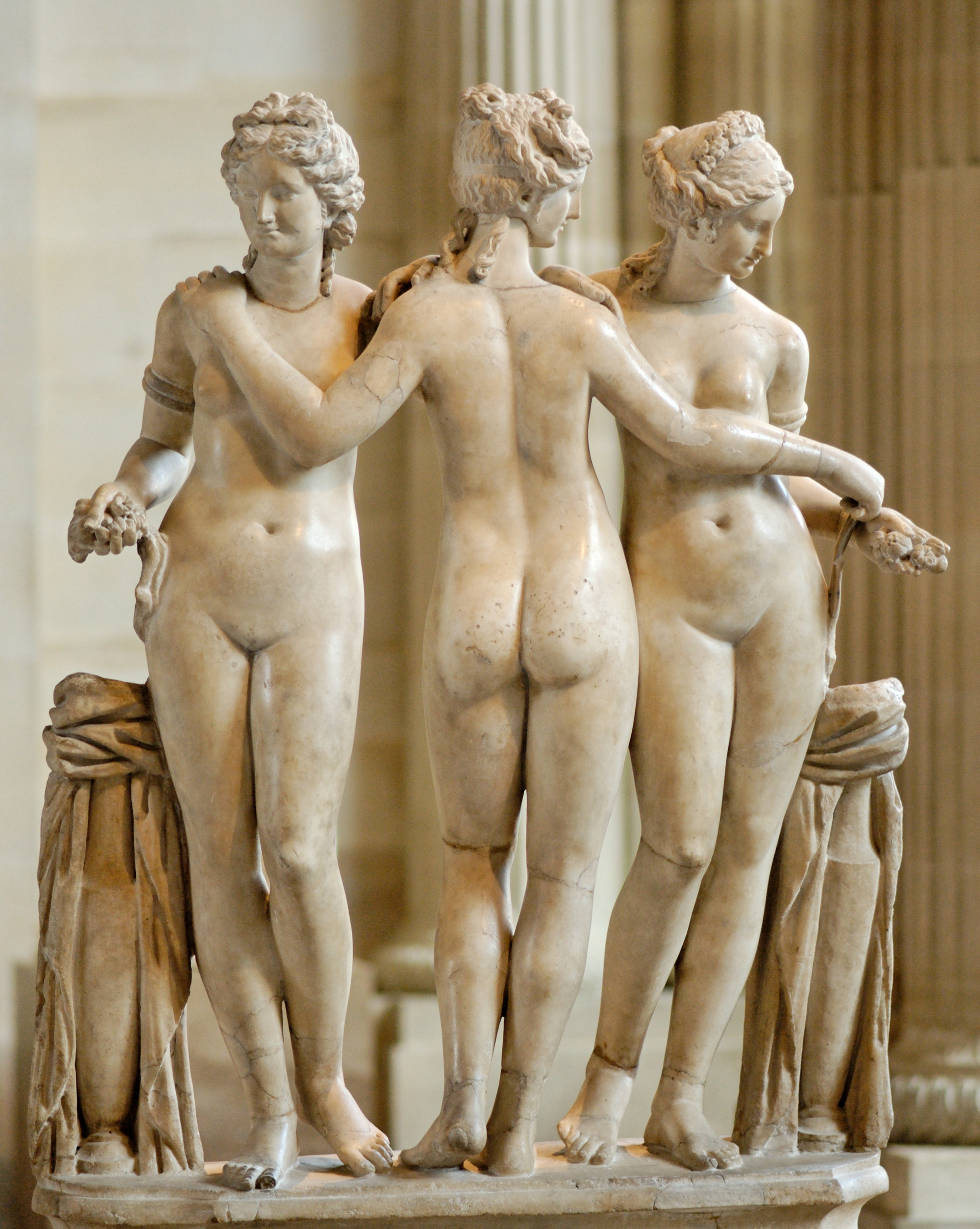
Las Tres Gracias, París, Museo del Louvre. Antiguo grupo romano restaurada en 1609 para el cardenal Borghese.
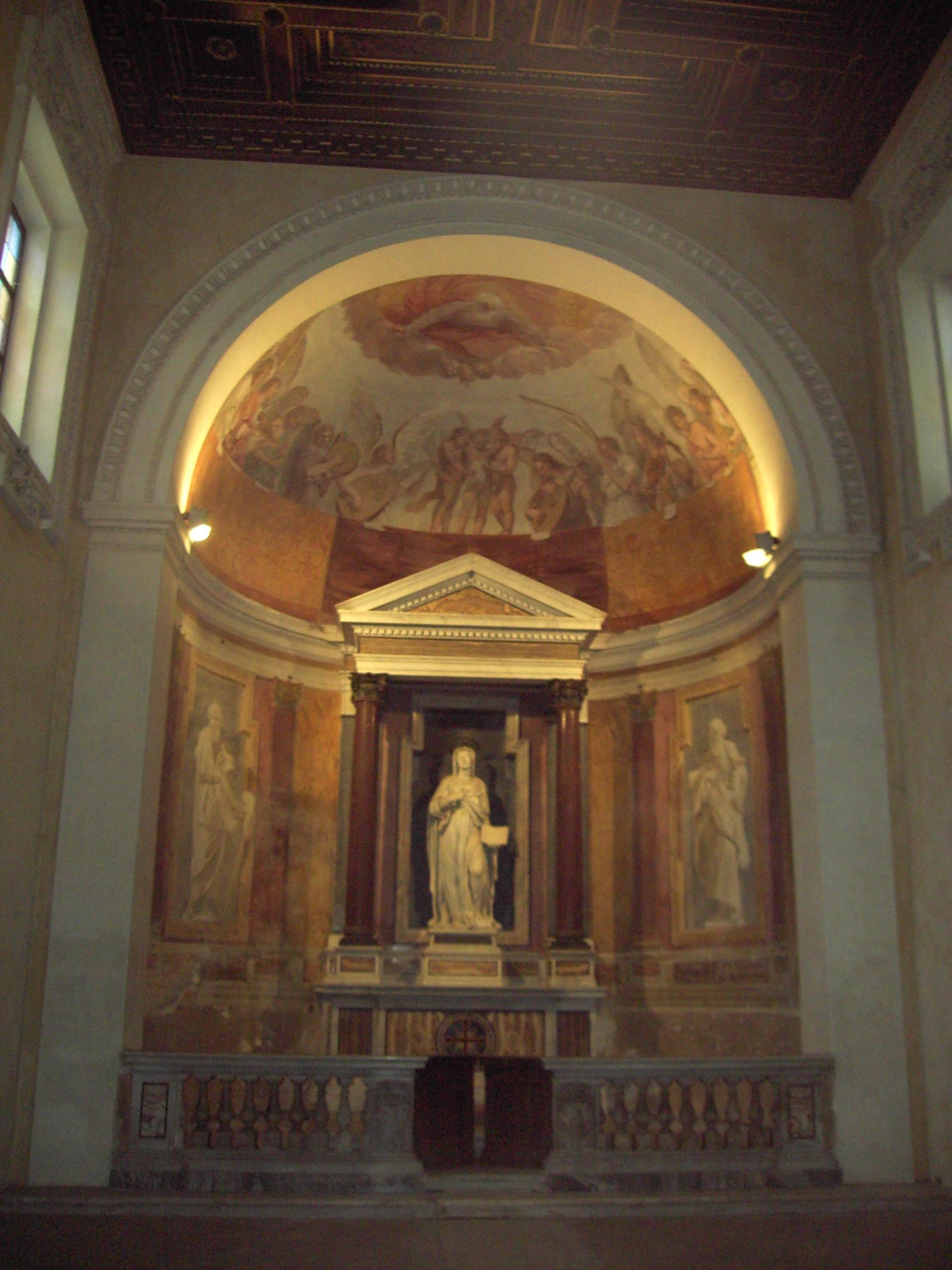
Santa Silvia, en el oratorio de Santa Silvia de la iglesia de San Gregorio al Celio (Roma)
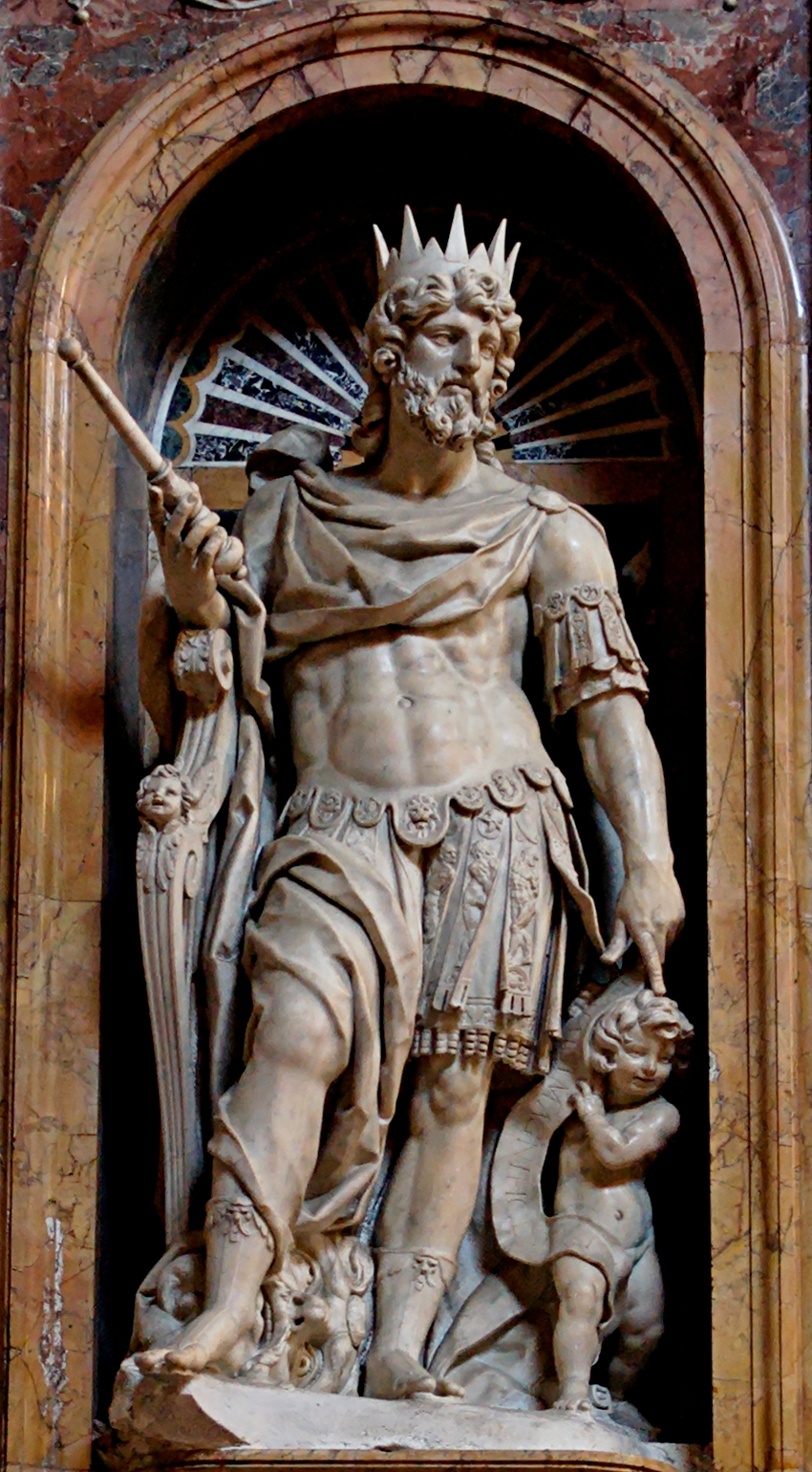
David, basílica de Santa María la Mayor (Roma)
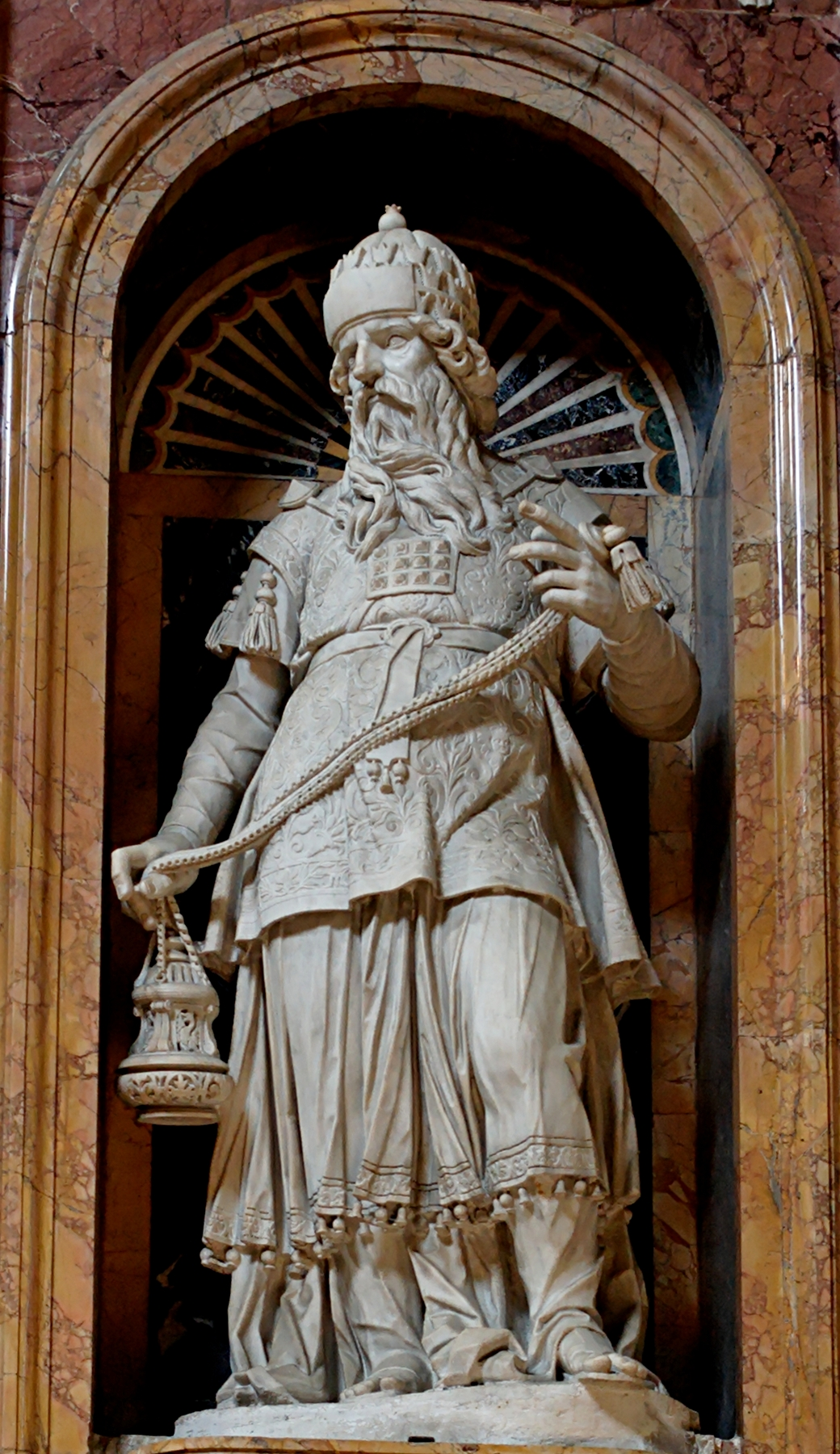
Aarón, basílica de Santa María la Mayor (Roma)
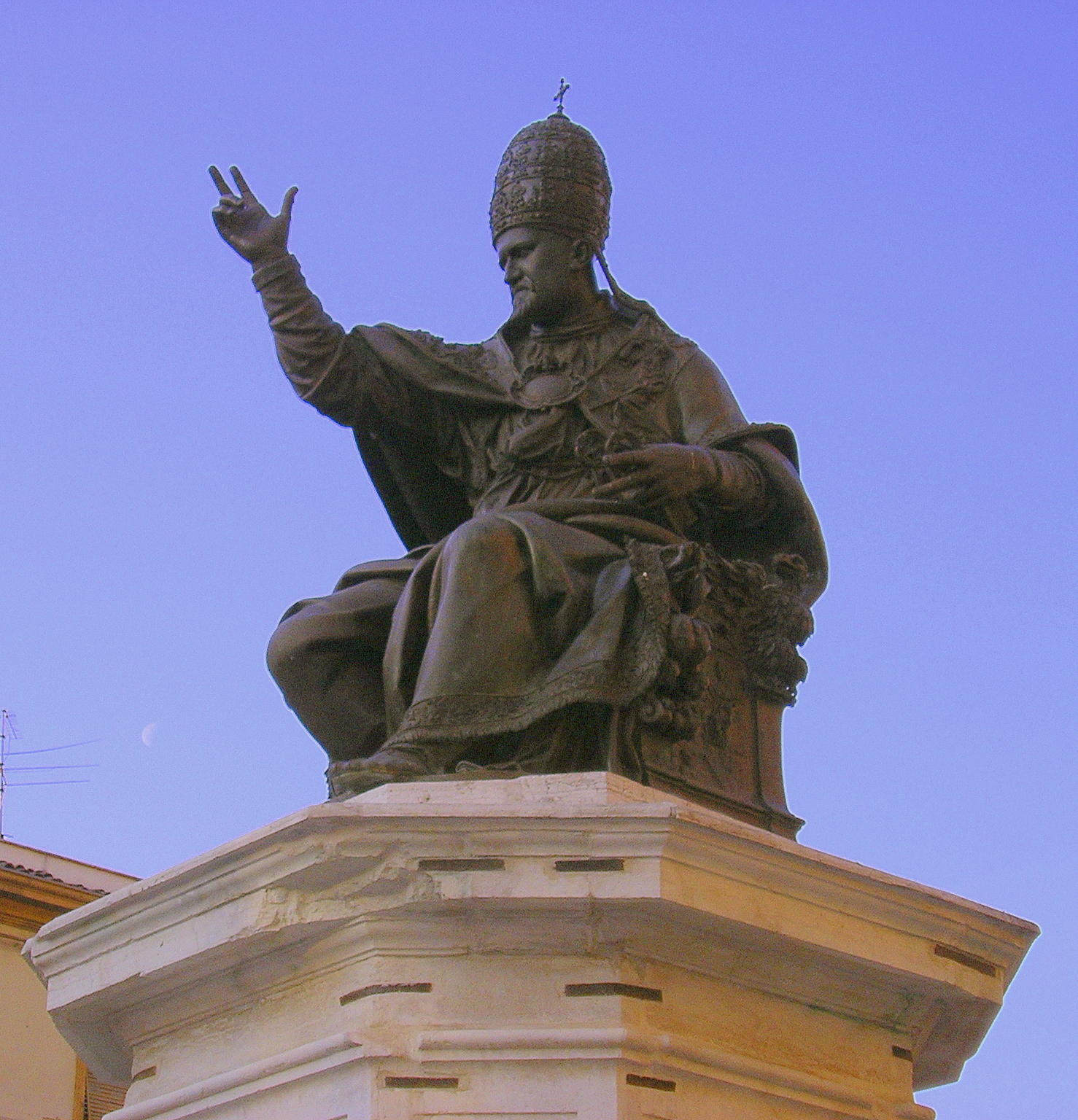
Pablo V, plaza Cavour, Rimini
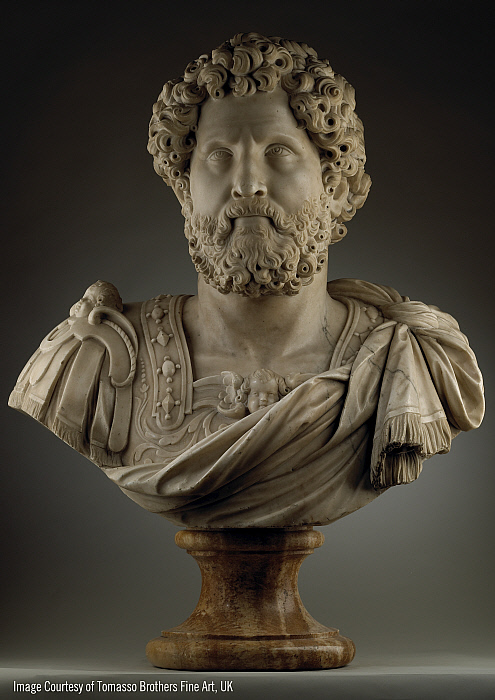
Busto del emperador Antoninus Pius (1600), mármol, Williamstown, Clark Art Institute.

### Atribuciones discutidas o inciertas
- Tumba de Virginie Pucci, Basílica de Minerva (fechada en 1568 y atribuida a un escultor toscano por Steven F. Ostrow).[9]
- Paneles en relieve a ambos lados de la estatua de Pío V, basílica de Santa María la Mayor (atribuida por Georges Sobotka y Paul Fiel a Nicolo Pippi de Arras y Egidio della Riviera),[10] 1588-1589.
- Bajorrelieves que representan la cabeza de San Pablo, iglesia de Saint-Paul-aux-trois-fontaines.
- La loba amamantando a Rómulo y Remo, antigua colección Borghese, París, Museo del Louvre.
- Busto del emperador Vitelio, mármol y bronce dorado, mercado de arte, ubicación actual desconocida.
- Gladiador Borghese, París, Museo del Louvre, restaurado en 1611.